# Petrovice u Karviné
Petrovice u Karviné (in polacco Piotrowice koło Karwiny, in tedesco Petrowitz b. Freistadt) è un comune della Repubblica Ceca facente parte del distretto di Karviná, nella regione della Moravia-Slesia.

## Geografia
Petrovice u Karviné si trova al confine tra la Polonia e la Repubblica Ceca, a 5 km a nord di Karviná, 23 km a nord-est d'Ostrava e a 295 km a est da Praga.